# قیمت‌گذاری ازدحام

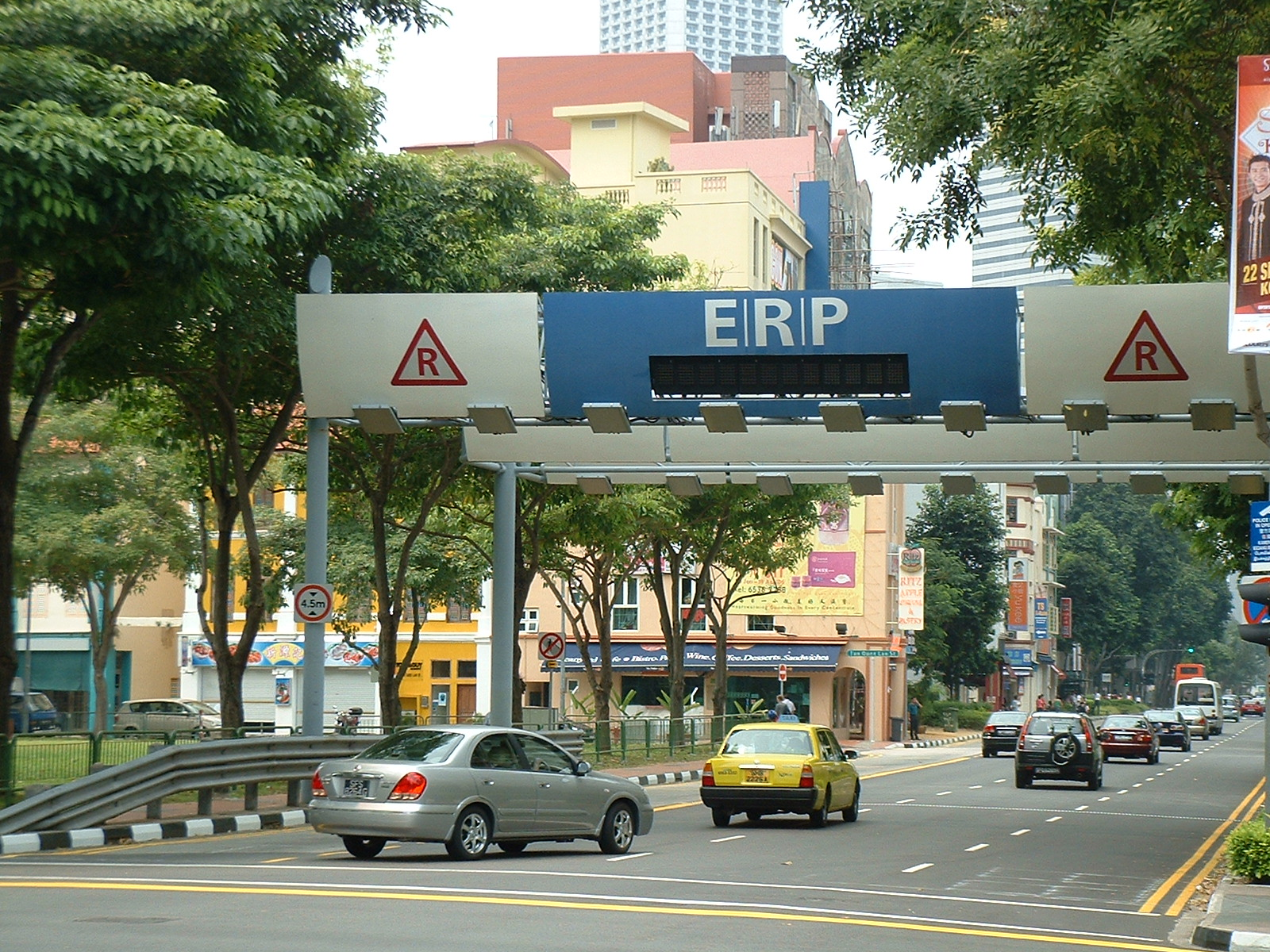
قیمت گذاری الکترونیکی جاده‌ای در سنگاپور اولین در جهان به منظور کاهش هزینه‌ها

قیمت‌گذاری ازدحام یا هزینه‌های ازدحام، نظامی است که از استفاده‌کنندگان از کالای عمومی به علت تقاضا بیش از حد دچار ازدحام می‌شوند را در پیک استفاده از خدمات اتوبوس، برق، قطارشهری، ترابری ریلی، تلفن، و قیمت گذاری جاده به منظور کاهش ازدحام ترافیکی; خطوط هوایی و فرودگاه راه‌آب در زمان‌های شلوغی بیش از حد عادی مطالبهٔ هزینه می‌کند. این استراتژی قیمت‌گذاری تقاضا را تنظیم و مدیریت ازدحام را بدون افزایش تقاضا مقدور می‌سازد. نظریه اقتصاد بازار که دربرگیرندهٔ مفهوم قیمت‌گذاری ازدحام است بیان می‌کند که استفاده‌کنندگان مجبور خواهند شد به خاطر اثرات جانبی منفی که ایجاد می‌کنند پول پرداخت کنند که این آن را نسبت به هزینه‌هایی که بر دیگران هنگام اوج تقاضا تحمیل می‌کنند، هشیار کرده و از اثراتشان بر محیط زیست آگاه تر می‌سازد.